# Roberto Assagioli
Roberto Marco Grego Todesco Assagioli (Venetië, 27 februari 1888 - Capolona, 23 augustus 1974) was een Italiaanse pionier van de transpersoonlijke psychologie en psychotherapie. Hij was arts, psychiater en psychotherapeut en de grondlegger van de psychosynthese, een model van de mens dat lichaam, geest en ziel omvat. Dit legde het fundament voor de therapeutische psychosynthese, maar wordt ook toegepast in de pedagogiek, op sociaal gebied, op het gebied van de persoonlijke ontwikkeling en van de intermenselijke betrekkingen. Psychosynthese geldt als een belangrijke basis voor de ontwikkeling van de humanistische en transpersoonlijke psychologie en psychotherapie.

## Levensloop
Assagioli's moeder Elena Kaula, die in Egypte geboren was, kwam uit een Venetiaanse familie; zijn vader Leone Grego was ingenieur en kwam uit Verona. Beiden waren joods. Zijn vader stierf toen Roberto twee jaar oud was. Zijn moeder hertrouwde later met de arts Emmanuele Assagioli, die Roberto adopteerde. Roberto’s culturele opvoeding was dankzij een opwindende familieomgeving en goede financiële middelen zeer uitgebreid.
Roberto kreeg een klassieke opvoeding. In Venetië bezocht hij het Foscarinilyceum. In het jaar 1904 deed hij op 16-jarige leeftijd met zeer goede cijfers eindexamen. Deze scholing kwam volgens Alessandro Berti’s studie zowel Assagioli’s klassiek-humanistische als zijn wetenschappelijke belangstelling ten goede. Deze brede belangstelling, van filosofie en literatuur tot de wetenschap, behield hij zijn hele leven.
Naast zijn moedertaal Italiaans sprak hij vloeiend Duits, Engels en Frans en las hij klassiek (zogenaamd 'oud-')Grieks, Latijn, Russisch en Sanskriet. Zijn belangstelling omvatte een breed spectrum aan vak- en kennisgebieden; bijzonder intensief onderzoek deed hij in de grensgebieden van de geneeskunde, pedagogiek en religie.
In november 1904 trok de familie Assagioli naar Florence, waar Roberto aan de Universiteit van Florence zijn studie geneeskunde begon: eerst met het zwaartepunt op chirurgie, later psychiatrie. Psychologie was indertijd nog geen zelfstandige studie, dus zocht zijn belangstelling voor de menselijke psyche een andere weg. Zijn culturele belangstelling was eveneens breed; al in 1906 begon zijn medewerking aan het Florentijnse tijdschrift Leonardo.
In 1906 reisde hij naar Wenen, en vermoedelijk ontmoette hij daar Sigmund Freud. In hetzelfde jaar had hij contact met de Romeinse theosofen. In Genève ontmoette hij de psychologen Édouard Claparède en Théodore Flournoy, die ook met Carl Gustav Jung contact onderhielden en met wie hij lang contact bleef houden.
In 1907 verscheen in het tijdschrift Leonardo een artikel met de titel Il nuovo pensiero americano ('Het nieuwe Amerikaanse denken'), waarin al de eerste ideeën voor zijn latere levenswerk, de psychosynthese opgenomen zijn, bijvoorbeeld de nadruk op de wil als een belangrijke geestelijke kracht in de mens.
In 1907 bezocht Assagioli het Burghölzli, de psychiatrische universiteitskliniek van Zürich, en besloot hij om de psychoanalyse als onderwerp van zijn doctoraalscriptie te nemen. Hier ontmoette hij Carl Gustav Jung en was geregeld bij hem te gast. Jung schreef op 13 juli 1909 aan Sigmund Freud: „...unter ihnen ein gewisser Dr. Assagioli aus Florenz,von der dortigen psychiatrischen Klinik. Er ist ein offener aufnahmefähiger junger Mann...“ (...onder hen een zekere Dr. Assagioli uit Florence, van de psychiatrische kliniek daar. Hij is een open en leergierige jonge man...). Met Jung bleef hij tot diens dood verbonden.
In augustus 1909 bezocht Assagioli het Internationale psychologische congres in Genève. Hier hield hij zich intensief bezig met de psychologie van religieuze uitingen, de mystiek en de bijzondere staten van bewustzijn die op het gebied van de transpersoonlijke psychologie liggen.
In 1909 begon hij bij professor Tanzi in Florence aan zijn doctoraalscriptie met de titel La Psicoanalisi, waarop hij op 1 juli 1910 afstudeerde.
Na zijn afstuderen werkte Assagioli als arts-assistent bij Eugen Bleuler in de kliniek Burghölzli. Bleuler beschreef indertijd als eerste de 'gespletenheid van de geest' als 'schizofrenie'. Bleuler was in de tijd dat Assagioli bij hem werkte, uiterst kritisch ingesteld tegenover Freud.
Na zijn tijd als arts-assistent hield Assagioli als psychiater praktijk in Italië. Hij behoorde bij de kring van de eerste psychoanalytici en had een grote rol in het verspreiden van de psychoanalyse in Italië. Hij was lid van de door Alice Bailey opgerichte Arcane school en de vertegenwoordiger van deze school voor Italië.
In 1922 trouwde hij met Nella en samen kregen zij een zoon, Ilario Assagioli.
In 1938 werd Assagioli gearresteerd en gevangengezet door Mussolini's fascistische regering, in verband met zijn Joodse afkomst en zijn humanistische geschriften. Ruim een maand werd hij in eenzame opsluiting gehouden. Tijdens de Tweede Wereldoorlog werd de boerderij van zijn familie in Florence verwoest, en dook hij onder samen met zijn gezin. Zijn zoon stierf op 28-jarige leeftijd aan een longziekte, die geweten werd aan ernstige stress door de barre leefomstandigheden tijdens de oorlog.
Na de oorlog ging hij weer aan het werk en begon aan zijn levenswerk, bekend als psychosynthese. De jaren na de oorlog waren betrekkelijk kalm, en hij stichtte in Europa en Noord-Amerika verschillende instituten die aan psychosynthese gewijd waren.
Assagioli had een lang en welvarend leven en een gelukkig veertigjarig huwelijk, tot hij op 86-jarige leeftijd stierf.

## Psychosynthese
Vanaf 1910 wees Assagioli op de beperkingen het psychoanalytische concept: zo lang de mens alleen gezien wordt als afhankelijk van zijn biologische instincten, kan hij slechts gedeeltelijk begrepen worden, maar niet in zijn totaliteit gezien. Het was Assagioli’s verlangen een wetenschappelijke psychologie te ontwikkelen die het bestaan van de ziel erkent, en de vreugde, zin, vervulling, creativiteit, liefde en wijsheid, dus de hogere energieën en strevingen van het menselijke bestaan net zo zeer omvat als de impulsen, driften en behoeften van de vitale basis van de menselijke natuur.
Hij creëerde zijn psychologische concept en wereldbeeld, de psychosynthese, waarmee hij poogde de wetenschappelijke inzichten van de geneeskunst en de psychologie en de sofistiek van de volken samen te voegen tot een mensbeeld dat de biologische gebondenheid van de mensheid in een groter kader van de vrije keuze en verantwoordelijkheid moest plaatsen en dit weer in een nog groter kader van spirituele verbondenheid en betrokkenheid.

## Citaten
Wij besteden veel meer aandacht aan het hogere onbewuste en aan de ontwikkeling van het transpersoonlijke Zelf. In een van zijn brieven zei Freud 'Ik ben alleen geïnteresseerd in de kelder van de mens.' Psychosynthese is geïnteresseerd in het hele gebouw. Wij proberen een lift te bouwen die iemand toegang geeft tot elk niveau van zijn persoonlijkheid. Per slot van rekening is een gebouw met alleen een kelder erg beperkt. Wij willen het terras openen, waar je kunt zonnebaden of naar de sterren kijken.
Psychosynthese is een wetenschappelijk ontwerp en stelt zich als zodanig neutraal op ten aanzien van verschillende filosofische leerstellingen, voor zover zij tenminste niet materialistisch zijn en het bestaan van spirituele werkelijkheden dus ontkennen. Zij wil, noch probeert een metafysische of theologische verklaring te geven van het Grote Mysterie, zij leidt naar de deur, maar stopt daar.

### Oorspronkelijke titels
Tijdens zijn leven verschenen:
- Psychosynthesis. A Manual of Principles and Techniques, Hobbs, Dormann & Company, New York 1965.
- Psicosintesi. Per l'armonia della vita, Mediterranee, Roma 1966.
- The Act of Will, Viking Press, New York 1973.
- Psychosynthesis: A Collection of Basic Writings, ISBN 0967857007

Postuum verschenen:
- Psychosynthesis Typology (= vertaling van het Italiaanse origineel I tipi umani), The Institute of Psychosynthesis, London 1983
- Educare l'uomo domani, Ed. Istituto di Psicosintesi, Firenze 1988
- Lo sviluppo transpersonale (a cura di M. Macchia Girelli), Astrolabio, Roma 1988
- Comprendere la Psicosintesi (a cura di M. Macchia Girelli), Astrolabio, Roma 1991

### Nederlandse vertalingen
- Psychosynthese - een veelzijdige benadering van heel de mens (Servire, Katwijk a/z, 4e druk, 1988, 316 pag., ISBN 90-6325-194-7)
- Over de wil - sturend mechanisme in het menselijk handelen (Servire, Katwijk a/z, 1981, 252 pag., ISBN 90-6325-186-6)
- Transpersoonlijke ontwikkeling (Servire, 1991, 309 pag., ISBN 90-6325-368-0)
- Psychosynthese Typologie (Stichting Psychosynthese, Utrecht, 2010, 126 pag., ISBN 978-90-73129-02-3)